# Antonieta Rivas Mercado
Rivas Mercado  Castellanos est un nom espagnol. Le premier nom de famille, en général paternel, est Rivas Mercado ; le second, en général maternel, souvent omis, est Castellanos.
Antonieta Valeria Rivas Mercado Castellanos, née à Mexico le 21 avril 1900 et morte à Paris 4e le 11 février 1931, mieux connue sous le nom d'Antonieta Rivas Mercado, est une actrice, mécène, écrivaine, promotrice culturelle, défenseure des droits des femmes et militante politique, et une icône dans la culture mexicaine du xxe siècle.

## Biographie
Rivas Mercado est née à Mexico en 1900, dans la Colonia Guerrero, un quartier limitrophe du Centre historique de Mexico. Son nom complet est Antonieta Valeria Rivas Castellanos et elle est la deuxième fille d'Antonio Rivas Mercado (1853), architecte, et de Matilde Cristina Castellanos Haff (1869). Dès son plus jeune âge, Antonieta reçoit la meilleure éducation qu'une femme mexicaine de l'époque peut avoir et pratique la danse. À l'âge de huit ans, elle voyage en France avec son père et souhaite se consacrer au ballet à l'Opéra de Paris, mais son père le lui refuse car il ne voulait pas laisser sa fille seule à Paris. Antonieta parle anglais, français, allemand, italien et grec.
Elle est encore enfant quand la Révolution mexicaine éclate et elle doit faire face à la situation difficile de rester responsable de la maison de sa famille depuis que sa mère est partie en Europe pour suivre un amant.
Le 27 juillet 1918, à l'âge de 18 ans, elle épouse Albert Edward Blair (1890), un Anglais qui vivait aux États-Unis depuis l'âge de 10 ans. Blair est plutôt conservateur mais participe à la Révolution mexicaine car il est ami des frères Gustavo et Francisco I. Madero, d'éminents idéologues et dirigeants de la Révolution. Leur fils Donald Antonio naît le 9 septembre 1919. Fin 1921, le couple vit dans l'un des domaines des Madero à San Pedro de las Colonias, Coahuila où Antonieta mène une vie paisible à la campagne. Le mariage n'ayant pas fonctionné, Antonieta retourne dans sa maison paternelle où vivent encore ses frères Amelia et Mario. Au début, son mari la cherche mais plus tard ils se séparent car Albert participe en politique et désapprouve l'amitié d'Antonieta avec Diego Rivera, un peintre mexicain bien connu, aux tendances nationalistes et socialistes. D'octobre 1923 à juillet 1926, Antonieta et son fils voyagent en Europe à l'invitation de leur père Antonio Rivas Mercado. À leur retour, les problèmes commencent en raison de la séparation conjugale, puisqu'Antonieta a dû se battre pour la garde de son fils, ce qui la fatigue énormément.
En 1928, Antonieta fonde le Teatro Ulises, un groupe de théâtre expérimental mexicain, actif entre janvier et juillet 1928, et a fait partie de la direction de l'Orchestre symphonique de Mexico sous la direction de Carlos Chávez. En outre, elle est devenue le mécène de personnages tels que Andrés Henestrosa, Xavier Villaurrutia, Salvador Novo, Gilberto Owen, Celestino Gorostiza, María Tereza Montoya, Roberto Montenegro, Julio Castellanos, Lupe Medina de Ortega, Clementina Otero, Carlos Luquín, Julio Jiménez Rueda et le peintre Manuel Rodríguez Lozano, qui est son amour platonique.
Elle faisait partie de Los Contemporáneos, un cercle des artistes et intellectuels qui ont renouvelé la culture mexicaine à la fin de la révolution. Rivas Mercado a écrit pour le magazine de Los Contemporáneos et le périodique espagnol El Sol. Elle tomba éperdument amoureuse de son ami, le peintre Manuel Rodríguez Lozano, une affection qui n'était pas réciproque.
Antonieta joue un rôle de premier plan dans la candidature présidentielle de José Vasconcelos, dont elle est la partenaire sentimentale dans les années 1928 et 1929, au moins. Lorsque Vasconcelos a été vaincu (par une scandaleuse fraude électorale contre lui), Rivas Mercado s'exile successivement à New York et Paris, où elle a travaillé comme écrivain et journaliste. Son histoire d'amour avec Vasconcelos s'avère également infructueuse, puisque Vasconcelos est marié. En 1931, Antonieta suit Vasconcelos à Paris et, une fois rejetée se suicide le 11 février 1931, à l'intérieur de la cathédrale Notre-Dame de Paris avec le pistolet qu'il portait toujours sur lui.
Sa vie et sa mort tragique dans la cathédrale Notre-Dame de Paris inspirent le film franco-mexicain-espagnol Antonieta, réalisé par Carlos Saura, avec l'actrice française Isabelle Adjani dans le rôle principal.